# Kościół Chrystusa Dobrego Pasterza w Białych Błotach
Kościół Chrystusa Dobrego Pasterza w Białych Błotach – kościół położony we wsi Białe Błota, którego patronem jest Chrystus Dobry Pasterz.

## Położenie
Kościół znajduje się przy ul. Czerskiej 40 we wsi Białe Błota, gmina Białe Błota, powiat bydgoski, w odległości ok. 3 km od granic miasta Bydgoszczy.

## Historia
Kościół wzniesiono w kontekście erygowania 1 października 1980 roku przez ks. kard. Stefana Wyszyńskiego parafii Chrystusa Dobrego Pasterza w Białych Błotach. Budowę domu katechetycznego wraz z kaplicą rozpoczęto trzy lata wcześniej, a we wrześniu 1978 r. została odprawiona pierwsza msza święta w nowo wybudowanej kaplicy. 
W 1988 r. otrzymano pozwolenie na budowę kościoła. 1 sierpnia 1990 roku metropolita gnieźnieński i prymas Polski Józef Glemp dokonał aktu wmurowania kamienia węgielnego pod nową świątynię parafialną. 
Projekt architektoniczny kościoła j obiektów towarzyszących wykonał mgr inż. Jan Raniszewski z Gdańska. Kierownikiem budowy był inż. Czesław Nowak z Bydgoszczy. Stan surowy ukończono w 1995 r., a prace wykończeniowe trwały do ok. 2000 roku. Pierwsza msza święta odprawiona została w noc wigilijną 1996 r. przez proboszcza miejscowej parafii.
W 2001 r. ks. biskup Bogdan Wojtuś dokonał poświęcenia kościoła.